# البنات والطنطل (مسرحية)
البنات والطنطل هي مسرحية أطفال كويتية. عرضت بعام 2013 كتابة نجاة حسين واخراج عبد الله البدر.

## طاقم التمثيل
- هدى حسين
- سحر حسين
- أحمد حسين
- عبد الله الطليحي
- علي الحسيني
- شعلان المجيبل